# Syndrom Piotrusia Pana

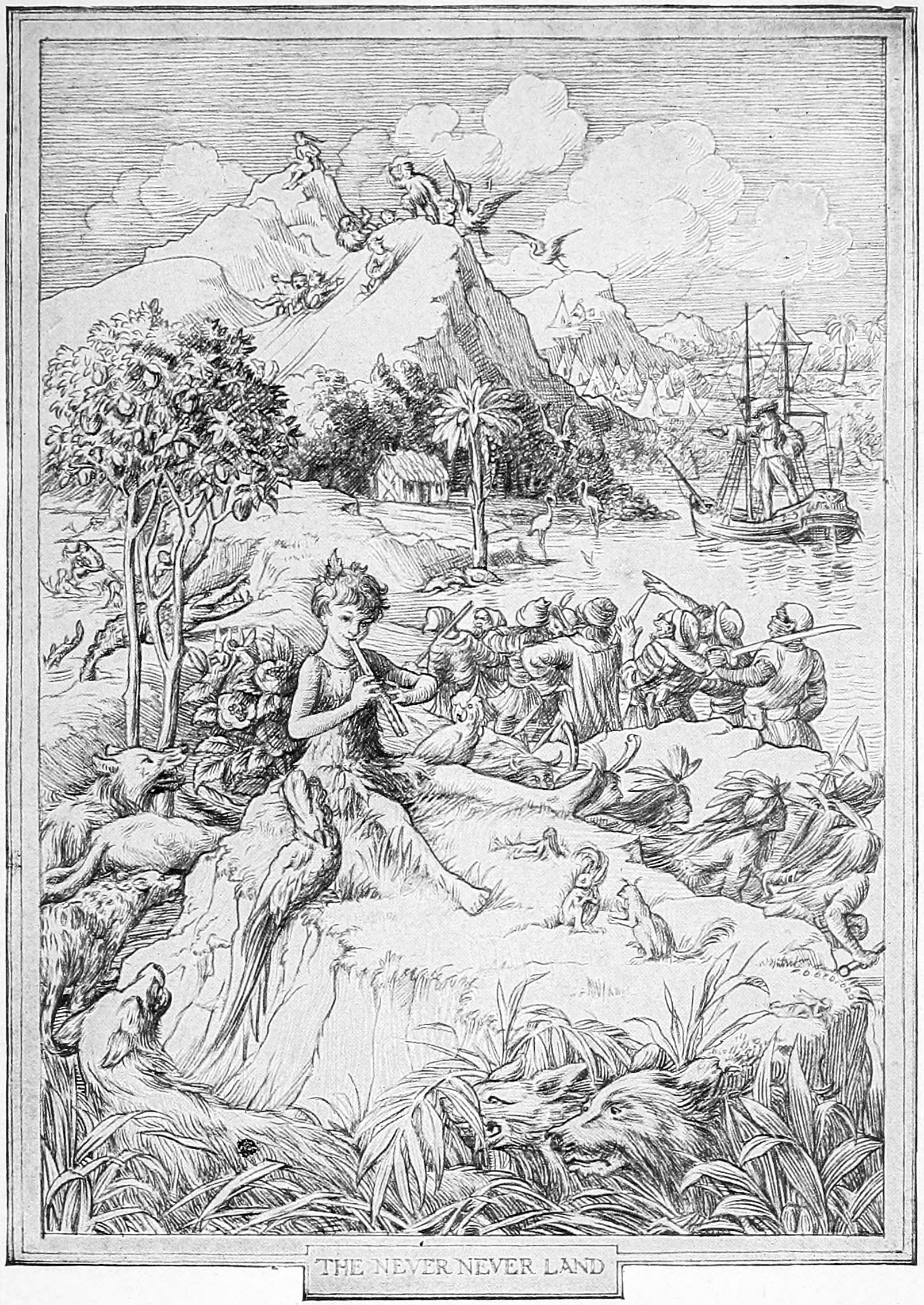
„Piotruś Pan” ilustracja z 1911 roku

Syndrom Piotrusia Pana (też: Kompleks Piotrusia Pana; ang. Peter Pan syndrome) – postawa charakteryzująca się ucieczką od dorosłości, brakiem dojrzałości, unikaniem zobowiązań i odpowiedzialności. 
Termin dotyczy tylko i wyłącznie mężczyzn. W przypadku kobiet mówi się o „syndromie wiecznej dziewczynki”.
Piotruś Pan to osoba żądna przygód, niedojrzała, marzycielska, skupiona na sobie, niezdolna do budowania trwałych więzi, oczekująca od partnera lub partnerki postawy rodzicielskiej (opiekuńczej, pobłażliwej, niewymagającej). 
Określenie syndromu Piotrusia Pana nawiązuje do tytułowego bohatera książki Jamesa Matthew Barriego Peter Pan (1904).